# Monterrey Open
Monterrey Open — професійний жіночий тенісний турнір в категорії міжнародний, що проводиться на відкритих хардових кортах Монтеррея в Мексиці. Перший турнір проведено в 2009, чемпіонкою стала французька тенісистка Маріон Бартолі. Від 2009 до 2013 року проходив у Sierra Madre Tennis Club, починаючи з 2014 року - в Club Sonoma.

## Фінали

### Одиночний розряд
| Рік  | Чемпіони                   | Фіналісти                   | Рахунок                 |
| ---- | -------------------------- | --------------------------- | ----------------------- |
| 2009 | Маріон Бартолі             | Лі На                       | 6–4, 6–3                |
| 2010 | Анастасія Павлюченкова     | Даніела Гантухова           | 1–6, 6–1, 6–0           |
| 2011 | Анастасія Павлюченкова (2) | Єлена Янкович               | 2–6, 6–2, 6–3           |
| 2012 | Тімеа Бабош                | Александра Каданцу          | 6–4, 6–4                |
| 2013 | Анастасія Павлюченкова (3) | Анджелік Кербер             | 4–6, 6–2, 6–4           |
| 2014 | Ана Іванович               | Йована Якшич                | 6–2, 6–1                |
| 2015 | Тімеа Бачинскі             | Каролін Гарсія              | 4–6, 6–2, 6–4           |
| 2016 | Гезер Вотсон               | Кірстен Фліпкенс            | 3–6, 6–2, 6–3           |
| 2017 | Анастасія Павлюченкова (4) | Анджелік Кербер             | 6–4, 2–6, 6–1           |
| 2018 | Гарбінє Мугуруса           | Тімеа Бабош                 | 3–6, 6–4, 6–3           |
| 2019 | Гарбінє Мугуруса (2)       | Вікторія Азаренко           | 6–1, 3–1 ret.           |
| 2020 | Еліна Світоліна            | Маріє Боузкова              | 7–5, 4–6, 6–4           |
| 2021 | Лейла Фернандес            | Вікторія Голубич            | 6–1, 6–4                |
| 2022 | Лейла Фернандес (2)        | Марія Каміла Осоріо Серрано | 6–7(5–7), 6–4, 7–6(7–3) |
| 2023 | Донна Векич                | Каролін Гарсія              | 6–4, 3–6, 7–5           |
| 2024 | Лінда Носкова              | Лулу Сун                    | 7–6(8–6), 6–4           |

### Парний розряд
| Рік  | Чемпіони                                      | Фіналісти                           | Рахунок                |
| ---- | --------------------------------------------- | ----------------------------------- | ---------------------- |
| 2009 | Наталі Деші Мара Сантанджело                  | Івета Бенешова Барбора Стрицова     | 6–3, 6–4               |
| 2010 | Івета Бенешова Барбора Стрицова               | Анна-Лена Гренефельд Ваня Кінг      | 3–6, 6–4, [10–8]       |
| 2011 | Івета Бенешова (2) Барбора Стрицова (2)       | Анна-Лена Гренефельд Ваня Кінг      | 6–7(8–10), 6–2, [10–6] |
| 2012 | Сара Еррані Роберта Вінчі                     | Дате-Крумм Кіміко Чжан Шуай         | 6–2, 7–6(8–6)          |
| 2013 | Тімеа Бабош Дате-Крумм Кіміко                 | Ева Бірнерова Тамарін Танасугарн    | 6–1, 6–4               |
| 2014 | Дарія Юрак Меган Мултон-Леві                  | Тімеа Бабош Ольга Говорцова         | 7–6(7–5), 3–6, [11–9]  |
| 2015 | Габріела Дабровскі Аліція Росольська          | Анастасія Родіонова Аріна Родіонова | 6–3, 2–6, [10–3]       |
| 2016 | Анабель Медіна Гаррігес Аранча Парра Сантонха | Петра Мартич Марія Санчес           | 4–6, 7–5, [10–7]       |
| 2017 | Хібіно Нао Аліція Росольська (2)              | Даліла Якупович Надія Кіченок       | 6–2, 7–6(7–4)          |
| 2018 | Наомі Броді Сара Соррібес Тормо               | Дезіре Кравчик Джуліана Ольмос      | 3–6, 6–4, [10–8]       |
| 2019 | Ейжа Мугаммад Марія Санчес                    | Монік Адамчак Джессіка Мор          | 7–6(7–2), 6–4          |
| 2020 | Катерина Бондаренко Шерон Фічмен              | Като Мію Ван Яфань                  | 4–6, 6–3, [10–7]       |
| 2021 | Каролін Доулгайд Ейжа Мугаммад (2)            | Гезер Вотсон Чжен Сайсай            | 6–2, 6–3               |
| 2022 | Кетрін Гаррісон Сабріна Сантамарія            | Хань Сіньюнь · Яна Сізікова         | 1–6, 7–5, [10–6]       |
| 2023 | Юліана Лісарасо María Paulina Pérez           | Кімберлі Біррелл Fernanda Contreras | 6–3, 5–7, [10–5]       |
| 2024 | Ґо Ханю Моніка Нікулеску                      | Джуліана Ольмос Олександра Панова   | 3–6, 6–3, [10–4]       |